# Liguilla Pre-Libertadores 1986 (Chile)
La Liguilla Pre-Libertadores 1986 fue la 12.ª versión de la Liguilla Pre-Libertadores, torneo clasificatorio para Copa Libertadores de América organizado por la Asociación Nacional de Fútbol Profesional. Se disputó en febrero de 1987.
El ganador de esta edición fue Cobreloa, que tras derrotar 3:2 a Palestino en la jornada final consiguió el primer lugar del torneo clasificatorio.

## Equipos participantes
| Equipo     | Vía de clasificación                               |
| ---------- | -------------------------------------------------- |
| Palestino  | Segundo lugar de la Primera División de Chile 1986 |
| Cobreloa   | Tercer lugar de la Primera División de Chile 1986  |
| Cobresal   | Cuarto lugar de la Primera División de Chile 1986  |
| Huachipato | Quinto lugar de la Primera División de Chile 1986  |

## Desarrollo
El torneo se desarrolló con la modalidad de todos contra todos jugado en una rueda. 

### Resultados
Fecha 1
| 1 de febrero de 1987 | Cobreloa     | 1:1 (1:0) | Cobresal    | Estadio Nacional, Santiago                               |                                                          |
|                      | Letelier 11' |           | 71' Pedetti | Asistencia: 7.264 espectadores Árbitro(s): Enrique Marín | Asistencia: 7.264 espectadores Árbitro(s): Enrique Marín |

| 1 de febrero de 1987 | Palestino | 1:0 (0:0) | Huachipato | Estadio Nacional, Santiago                                        |                                                                   |
|                      | Núñez 88' |           |            | Asistencia: 7.264 espectadores Árbitro(s): Sergio Vásquez (Chile) | Asistencia: 7.264 espectadores Árbitro(s): Sergio Vásquez (Chile) |

Fecha 2
| 4 de febrero de 1987 | Cobreloa                          | 2:0 (2:0) | Huachipato | Estadio Nacional, Santiago                                      |                                                                 |
|                      | Letelier 36' · Merello 40' (pen.) |           |            | Asistencia: 7.208 espectadores Árbitro(s): Víctor Ojeda (Chile) | Asistencia: 7.208 espectadores Árbitro(s): Víctor Ojeda (Chile) |

| 4 de febrero de 1987 | Palestino      | 1:1 (1:1) | Cobresal     | Estadio Nacional, Santiago                                          |                                                                     |
|                      | Montenegro 33' |           | 14' Martínez | Asistencia: 7.208 espectadores Árbitro(s): Gastón Castro (Santiago) | Asistencia: 7.208 espectadores Árbitro(s): Gastón Castro (Santiago) |

Fecha 3
| 7 de febrero de 1987 | Huachipato                | 2:1 (1:1) | Cobresal    | Estadio Nacional, Santiago                                             |                                                                        |
|                      | Navarrete 9' · Bustos 90' |           | 27' Salgado | Asistencia: 7.643 espectadores Árbitro(s): Salvador Imperatore (Chile) | Asistencia: 7.643 espectadores Árbitro(s): Salvador Imperatore (Chile) |

| 7 de febrero de 1987 | Palestino      | 2:3 (1:0) | Cobreloa                           | Estadio Nacional, Santiago                                         |                                                                    |
|                      | Olguín 8', 52' |           | 1', 42' Covarrubias · 16' Letelier | Asistencia: 7.643 espectadores Árbitro(s): Guillermo Bugde (Chile) | Asistencia: 7.643 espectadores Árbitro(s): Guillermo Bugde (Chile) |

## Tabla de posiciones
| Pos | Equipo     | PJ | PG | PE | PP | GF | GC | Dif | Pts |
| --- | ---------- | -- | -- | -- | -- | -- | -- | --- | --- |
| 1   | Cobreloa   | 3  | 2  | 1  | 0  | 6  | 3  | 3   | 5   |
| 2   | Palestino  | 3  | 1  | 1  | 1  | 4  | 4  | 0   | 3   |
| 3   | Cobresal   | 3  | 0  | 2  | 1  | 3  | 4  | -1  | 2   |
| 4   | Huachipato | 3  | 1  | 0  | 2  | 2  | 4  | -2  | 2   |

PJ=Partidos jugados; PG=Partidos ganados; PE=Partidos empatados; PP=Partidos perdidos; GF=Goles a favor; GC=Goles en contra; Dif=Diferencia de gol; Pts=Puntos
|  | Clasifica a la Copa Libertadores 1987 |

## Ganador
| Chile                                   |
| Ganador Cobreloa                        |
| Clasificado a la Copa Libertadores 1987 |